# Saint-Camille-de-Lellis
Saint-Camille-de-Lellis es un municipio parroquial canadiense situado en la provincia de Quebec.

## Superficie
Saint-Camille-de-Lellis tiene una superficie de 251,93 km².

## Demografía
En 2021, tenía 737 habitantes, una densidad poblacional de 2,9 hab./km², y 458 viviendas.